# Dynamoterror
Dynamoterror (il cui nome significa "potente terrore") è un genere estinto di dinosauro teropode tirannosauride vissuto nel Cretaceo superiore, circa 78 milioni di anni fa (Campaniano), in quella che oggi è la Formazione Menefee, nel Nuovo Messico, USA. Il genere contiene una singola specie, ossia D. dynastes, descritta da McDonald et al. nel 2018. Il nome generico, Dynamoterror, deriva dalla parola greca dynamis/δύναμις che significa "potere" e la parola latina terror ossia "terrore". Il nome specifico, dynastes, deriva da δυνάστης ossia "dominatore".

## Descrizione

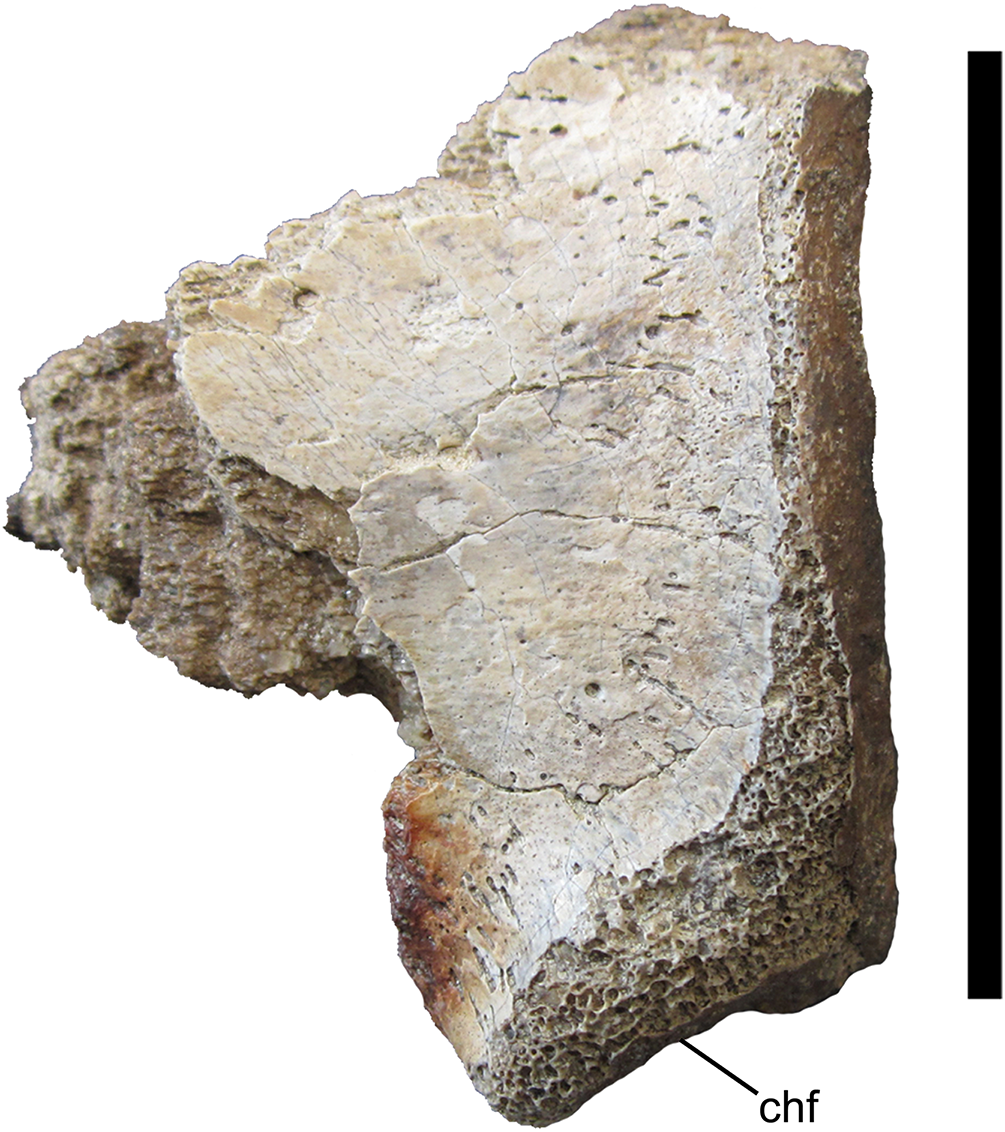
Centro di una vertebra caudale

Nonostante sia conosciuto per da resti estremamente frammentari, gli autori della descrizione di Dynamoterror, sulla base di generi più completi, hanno stimato una lunghezza di circa 8-9 metri (26,3-30 piedi).
L'esemplare olotipo, UMNH VP 28348, consiste in uno scheletro incompleto ma relativamente articolato composto da elementi cranici e postcraniali, inclusi entrambe le ossa frontali, quattro centri vertebrali, frammenti di costole, il secondo metacarpo destro, l'ileo e due falangi del quarto dito del piede sinistro.

## Classificazione

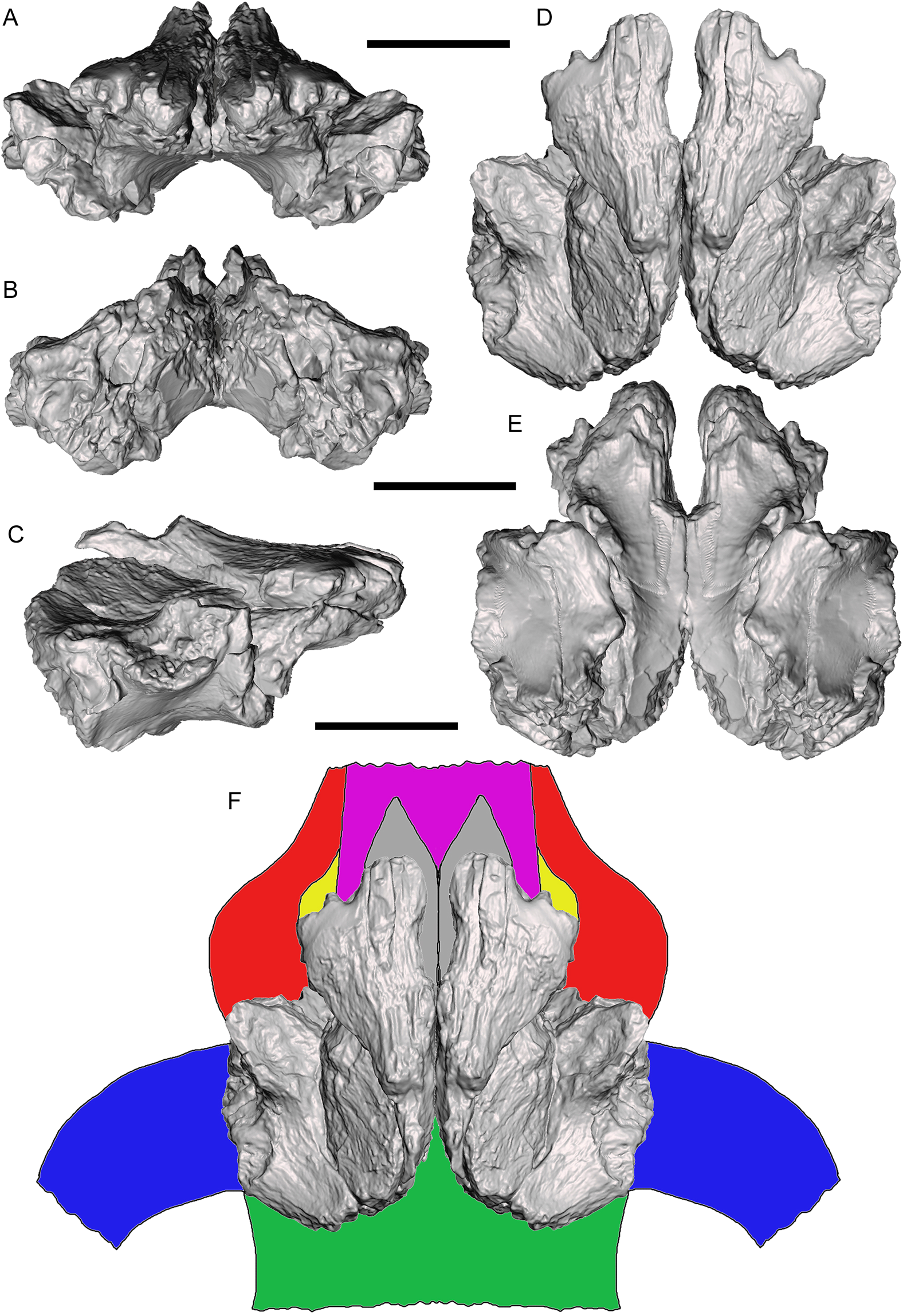
Ricostruzione del complesso frontale

A seguito della sua descrizione dell'animale, McDonald et al. ha posizionato Dynamoterror all'interno della sottofamiglia Tyrannosaurinae. Nella loro analisi filogenetica, il genere forma una politotomia con altre grandi tirannosaurinae. Questa politotomia è probabilmente causata dalla natura frammentaria del genere.
Di seguito è riportato un cladogramma che segue gli studi di McDonald et al. (2018):
|  | Albertosaurus sarcophagus |
|  |                           |
|  | Gorgosaurus libratus      |
|  |                           |

|  | Qianzhousaurus sinensis                                               |
|  |                                                                       |
|  | \| \| Alioramus remotus \| \| \| \| \| \| Alioramus altai \| \| \| \| |
|  |                                                                       |
|  | Alioramus remotus                                                     |
|  |                                                                       |
|  | Alioramus altai                                                       |
|  |                                                                       |

|  | Alioramus remotus |
|  |                   |
|  | Alioramus altai   |
|  |                   |

|  | Lythronax argestes                                                       |
|  |                                                                          |
|  | Dynamoterror dynastes                                                    |
|  |                                                                          |
|  | Nanuqsaurus hoglundi                                                     |
|  |                                                                          |
|  | Teratophoneus curriei                                                    |
|  |                                                                          |
|  | Daspletosaurus torosus                                                   |
|  |                                                                          |
|  | Daspletosaurus horneri                                                   |
|  |                                                                          |
|  | Zhuchengtyrannus magnus                                                  |
|  |                                                                          |
|  | \| \| Tarbosaurus bataar \| \| \| \| \| \| Tyrannosaurus rex \| \| \| \| |
|  |                                                                          |
|  | Tarbosaurus bataar                                                       |
|  |                                                                          |
|  | Tyrannosaurus rex                                                        |
|  |                                                                          |

|  | Tarbosaurus bataar |
|  |                    |
|  | Tyrannosaurus rex  |
|  |                    |

|  | Qianzhousaurus sinensis                                               |
|  |                                                                       |
|  | \| \| Alioramus remotus \| \| \| \| \| \| Alioramus altai \| \| \| \| |
|  |                                                                       |
|  | Alioramus remotus                                                     |
|  |                                                                       |
|  | Alioramus altai                                                       |
|  |                                                                       |

|  | Alioramus remotus |
|  |                   |
|  | Alioramus altai   |
|  |                   |

|  | Lythronax argestes                                                       |
|  |                                                                          |
|  | Dynamoterror dynastes                                                    |
|  |                                                                          |
|  | Nanuqsaurus hoglundi                                                     |
|  |                                                                          |
|  | Teratophoneus curriei                                                    |
|  |                                                                          |
|  | Daspletosaurus torosus                                                   |
|  |                                                                          |
|  | Daspletosaurus horneri                                                   |
|  |                                                                          |
|  | Zhuchengtyrannus magnus                                                  |
|  |                                                                          |
|  | \| \| Tarbosaurus bataar \| \| \| \| \| \| Tyrannosaurus rex \| \| \| \| |
|  |                                                                          |
|  | Tarbosaurus bataar                                                       |
|  |                                                                          |
|  | Tyrannosaurus rex                                                        |
|  |                                                                          |

|  | Tarbosaurus bataar |
|  |                    |
|  | Tyrannosaurus rex  |
|  |                    |

|  | Albertosaurus sarcophagus |
|  |                           |
|  | Gorgosaurus libratus      |
|  |                           |

|  | Qianzhousaurus sinensis                                               |
|  |                                                                       |
|  | \| \| Alioramus remotus \| \| \| \| \| \| Alioramus altai \| \| \| \| |
|  |                                                                       |
|  | Alioramus remotus                                                     |
|  |                                                                       |
|  | Alioramus altai                                                       |
|  |                                                                       |

|  | Alioramus remotus |
|  |                   |
|  | Alioramus altai   |
|  |                   |

|  | Lythronax argestes                                                       |
|  |                                                                          |
|  | Dynamoterror dynastes                                                    |
|  |                                                                          |
|  | Nanuqsaurus hoglundi                                                     |
|  |                                                                          |
|  | Teratophoneus curriei                                                    |
|  |                                                                          |
|  | Daspletosaurus torosus                                                   |
|  |                                                                          |
|  | Daspletosaurus horneri                                                   |
|  |                                                                          |
|  | Zhuchengtyrannus magnus                                                  |
|  |                                                                          |
|  | \| \| Tarbosaurus bataar \| \| \| \| \| \| Tyrannosaurus rex \| \| \| \| |
|  |                                                                          |
|  | Tarbosaurus bataar                                                       |
|  |                                                                          |
|  | Tyrannosaurus rex                                                        |
|  |                                                                          |

|  | Tarbosaurus bataar |
|  |                    |
|  | Tyrannosaurus rex  |
|  |                    |

|  | Qianzhousaurus sinensis                                               |
|  |                                                                       |
|  | \| \| Alioramus remotus \| \| \| \| \| \| Alioramus altai \| \| \| \| |
|  |                                                                       |
|  | Alioramus remotus                                                     |
|  |                                                                       |
|  | Alioramus altai                                                       |
|  |                                                                       |

|  | Alioramus remotus |
|  |                   |
|  | Alioramus altai   |
|  |                   |

|  | Lythronax argestes                                                       |
|  |                                                                          |
|  | Dynamoterror dynastes                                                    |
|  |                                                                          |
|  | Nanuqsaurus hoglundi                                                     |
|  |                                                                          |
|  | Teratophoneus curriei                                                    |
|  |                                                                          |
|  | Daspletosaurus torosus                                                   |
|  |                                                                          |
|  | Daspletosaurus horneri                                                   |
|  |                                                                          |
|  | Zhuchengtyrannus magnus                                                  |
|  |                                                                          |
|  | \| \| Tarbosaurus bataar \| \| \| \| \| \| Tyrannosaurus rex \| \| \| \| |
|  |                                                                          |
|  | Tarbosaurus bataar                                                       |
|  |                                                                          |
|  | Tyrannosaurus rex                                                        |
|  |                                                                          |

|  | Tarbosaurus bataar |
|  |                    |
|  | Tyrannosaurus rex  |
|  |                    |

## Storia della scoperta
L'esemplare olotipico, UMNH VP 28348, venne recuperato nel membro Allison risalente al Campaniano inferiore della Formazione Menefee nel bacino di San Juan del Nuovo Messico nordoccidentale. I resti vennero scoperti per la prima volta nell'agosto 2012 durante una spedizione guidata da Andrew McDonald del Western Science Center e Douglas Wolfe, CEO del Zuni Dinosaur Institute for Geosciences. Durante la spedizione, il volontario Eric Gutierrez notò alcune ossa frammentarie presenti all'interno dell'arenaria. L'esemplare è attualmente ospitato nella collezione del Natural History Museum of Utah a Salt Lake City, nello Utah. Grazie al ritrovamento del fossile dell'ammonoide Baculites nella stessa zona dell'esemplare UMNH VP 28348, è stato possibile datare la formazione tra i 78,0 e i 78,5 milioni di anni, pertanto il Dynamoterror visse all'incirca 78 milioni di anni. Insieme a Lythronax, Dynamoterror è uno dei più antichi tirannosauridi scoperti finora.

## Paleoecologia
Il Dynamoterror proviene dal Membro Allison della Formazione di Menefee, nel Nuovo Messico, risalente al Campaniano inferiore. Negli stessi luoghi sono stati ritrovati i resti del nodosauride Invictarx, l'alligatoroide Brachychampsa sealeyi e una specie non ancora descritta di ceratopside centrosaurino.